# El Bañuelo
Il Bañuelo o El Bañuelo (un diminutivo dello spagnolo baño "bagno"), noto anche come il Baño del Nogal ("Bagno della noce") o Hammam al-Yawza, è uno storico hammam (bagno pubblico islamico) conservato a Granada, in Spagna. Si trova nel quartiere Albaicin della città, sulle rive del fiume Darro. Fu utilizzato come bagno pubblico almeno fino al XVI secolo, prima di essere convertito ad altri usi. Nel XX secolo ha subito numerosi restauri da parte di esperti spagnoli ed è ora aperto come attrazione turistica.

## Storia
I bagni pubblici (ḥammām) di questo tipo erano una caratteristica comune delle città musulmane in tutto il mondo islamico, avendo sia uno scopo sociale che religioso. Consentivano ai musulmani l'esecuzione delle abluzioni, in particolare quelle di tutto il corpo o ghusl, che erano richieste in determinate situazioni. Servivano anche all'igiene oltre ad essere un luogo di socializzazione. La loro disposizione e funzione si ispirava alle terme romane che le avevano precedute e che già da generazioni facevano parte della vita urbana della regione.
A Granada sono stati trovati circa una dozzina di resti storici di bagni islamici, anche se la maggior parte di forma modesta, ad eccezione dei sontuosi bagni Comares del XIV secolo all'interno dell'Alhambra. Il ḥammām El Bañuelo è tradizionalmente datato al tempo degli Ziridi (un regno di Taifa con sede a Granada) nell'XI secolo, durante il regno di Bādīs o ʿAbd Allāh, sulla base di un primo studio di Leopoldo Torres Balbás. Uno studio recente ha suggerito che l'edificio risale al XII secolo, in base allo stile della sua muratura. I bagni sarebbero stati situati all'interno di al-Qasaba al-Qadīma o Vecchia Alcazaba, l'ex cittadella reale situata su quello che in seguito divenne l'Albaicín, prima che l'Alhambra diventasse la sede del potere ziride e poi nasride.
Dopo la caduta di Granada, nel 1492, alla fine della Reconquista, il bagno continuò ad essere riparato e mantenuto durante il XVI secolo poiché continuò ad essere utilizzato dalla popolazione morisca della città. Nei secoli successivi le terme cessarono la loro funzione originaria e furono utilizzate come lavanderia pubblica e successivamente come abitazioni (su una parte della struttura, prospiciente la strada, fu realizzata una struttura residenziale successiva). Nel 1918 il sito fu dichiarato Bien de Interés Cultural della Spagna e nel 1927-1928 Torres Balbás realizzò i primi lavori di restauro. I lavori sono continuati per tutto il XX secolo e l'edificio è aperto come sito turistico e storico.

## Architettura

### Descrizione
Le terme erano costituite da più ambienti principali disposti in sequenza. La prima stanza, entrando dalla strada, era una sala di ricevimento o relax incentrata su un bacino d'acqua quadrato. Sebbene oggi questa stanza sia sprovvista di tetto, un tempo era coperta da una grande cupola in legno. All'angolo sud-ovest una porta conduceva a tre piccole stanze con latrine, mentre una porta all'angolo nord-ovest conduceva allo spogliatoio (equivalente all'antico apodyterium romano). Da qui le persone entravano nei bagni turchi, che consistevano in tre camere: la stanza fredda (bayt al-barid), la stanza tiepida (bayt al-wastani) e la stanza calda (bayt al-sajun). Questi corrispondevano, rispettivamente, agli equivalenti romani del frigidarium, del tepidarium e del calidarium. Le persone visitavano prima la stanza fredda, poi si spostavano progressivamente nella stanza tiepida e quindi in quella calda, il cui scopo era quello di indurre la sudorazione come parte del processo di pulizia o purificazione. I visitatori venivano puliti con vigorosi sfregamenti e massaggi dal personale del bagno. Come era comune ad altri hammam musulmani, e in contrasto con altre versioni di bagni di vapore, i bagnanti non si immergevano nell'acqua ma si lavavano alla fine facendosi versare acqua calda.
Nel Bañuelo la stanza più grande era la stanza calda (bayt al-wastani) al centro del complesso. Questa caratteristica strutturale era comune anche a molti altri bagni di al-Andalus. Era coperta da una grande volta centrale o soffitto a cupola circondato su tre lati da sezioni di volte a botte più piccole, tutte poggiate su colonne di marmo tra archi a ferro di cavallo. Molti dei capitelli delle colonne vennero riutilizzati dal precedente periodo califfale o anche dai periodi romani e visigoti, riflettendo vari stili. I soffitti erano forati da piccoli lucernari a forma di stella e ottagonali, che fornivano illuminazione e potevano consentire la fuoriuscita del vapore in eccesso. Sia la stanza fredda che la precedeva che la stanza tiepida che la seguiva erano stanze rettangolari coperte da volte a botte, anch'esse forate da lucernari, e contrassegnate alle due estremità da una colonna tra due archi a ferro di cavallo. Oltre la stanza calda c'era la zona di servizio dei bagni che era posta più in basso rispetto alle altre stanze e conteneva il forno e la caldaia. Questo forno forniva acqua calda per i bagni turchi e generava anche aria calda e fumo che veniva poi convogliato attraverso tubi e condotti sotto i pavimenti delle stanze tiepide e calde (simile al sistema dell'ipocausto romano) prima di essere eliminato attraverso le pareti e verso l'alto dai camini.

### Galleria d'immagini

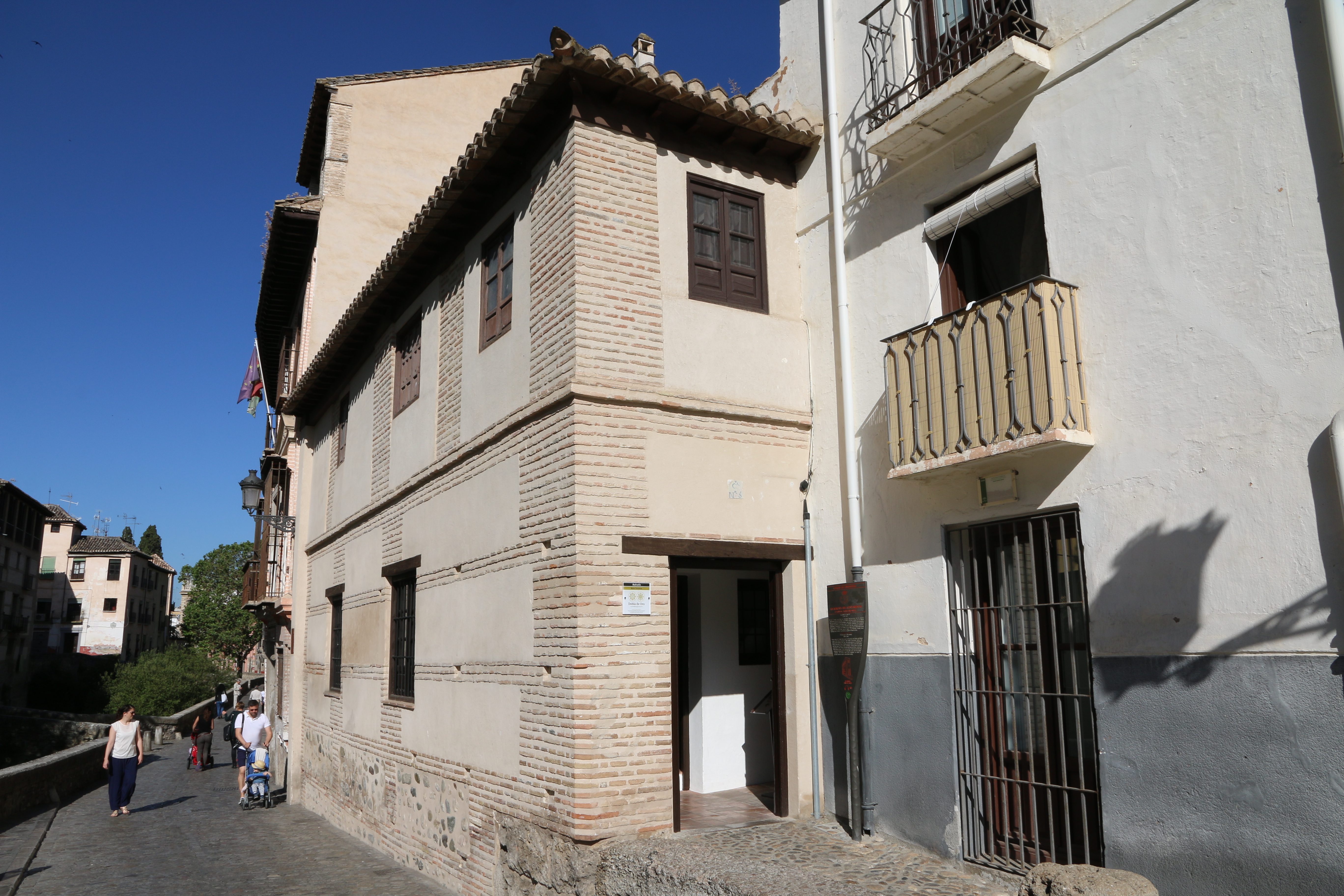
L'ingresso stradale dello stabilimento oggi
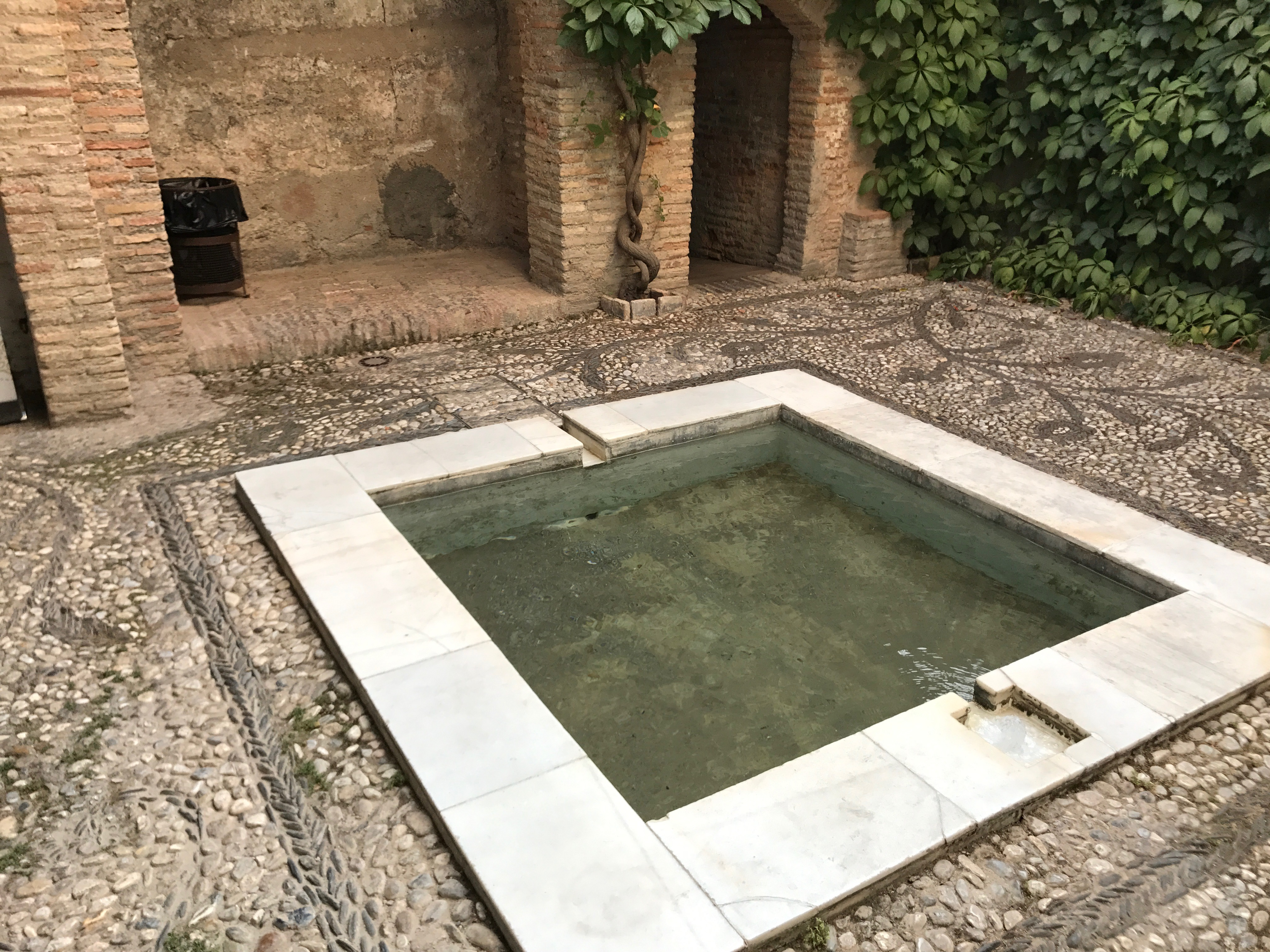
La vasca d'acqua nella sala relax all'ingresso del complesso
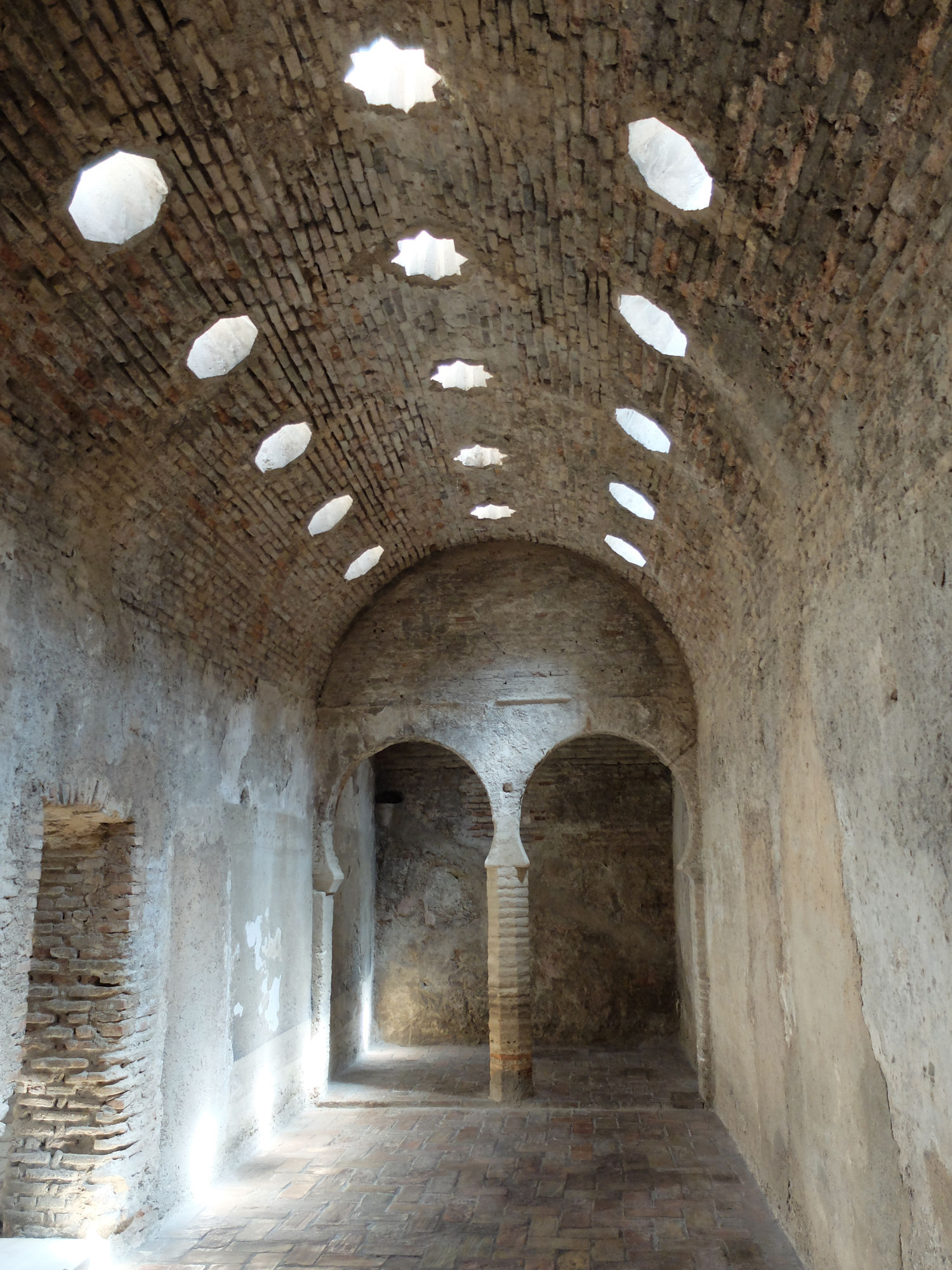
La stanza fredda (bayt al-barid)
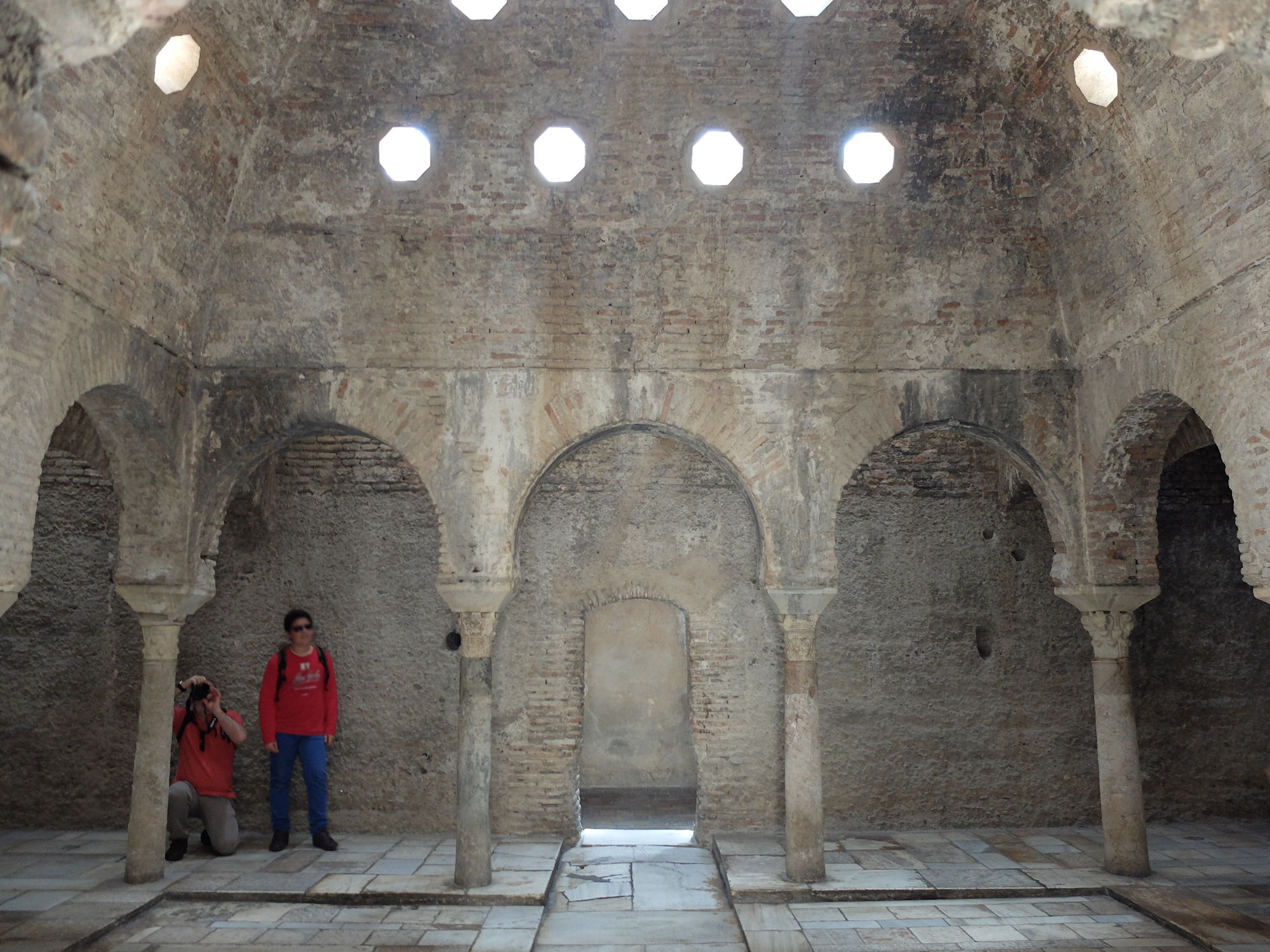
La stanza calda o stanza centrale (bayt al-wastani)
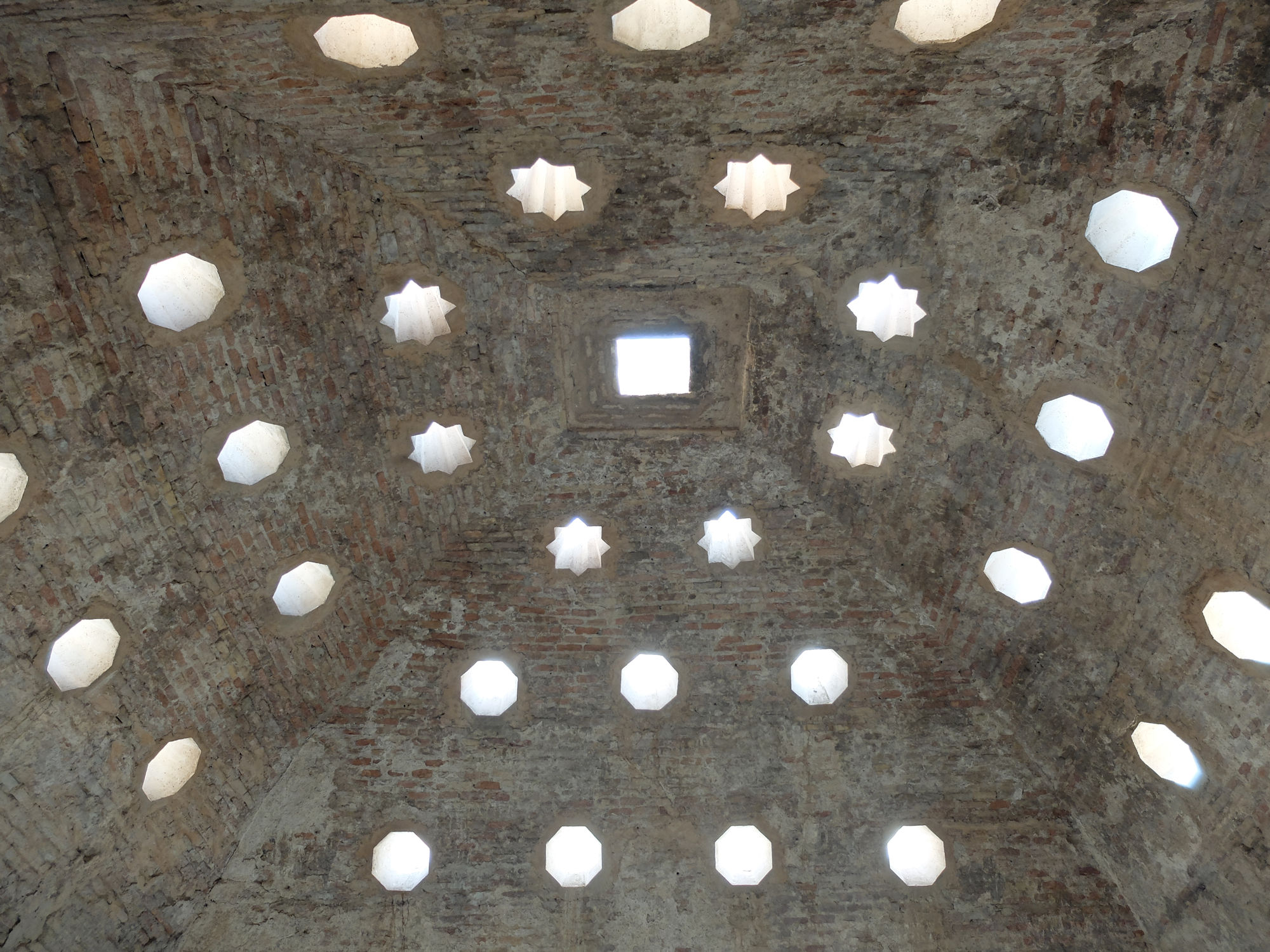
Il soffitto a volta della stanza calda e i suoi lucernari
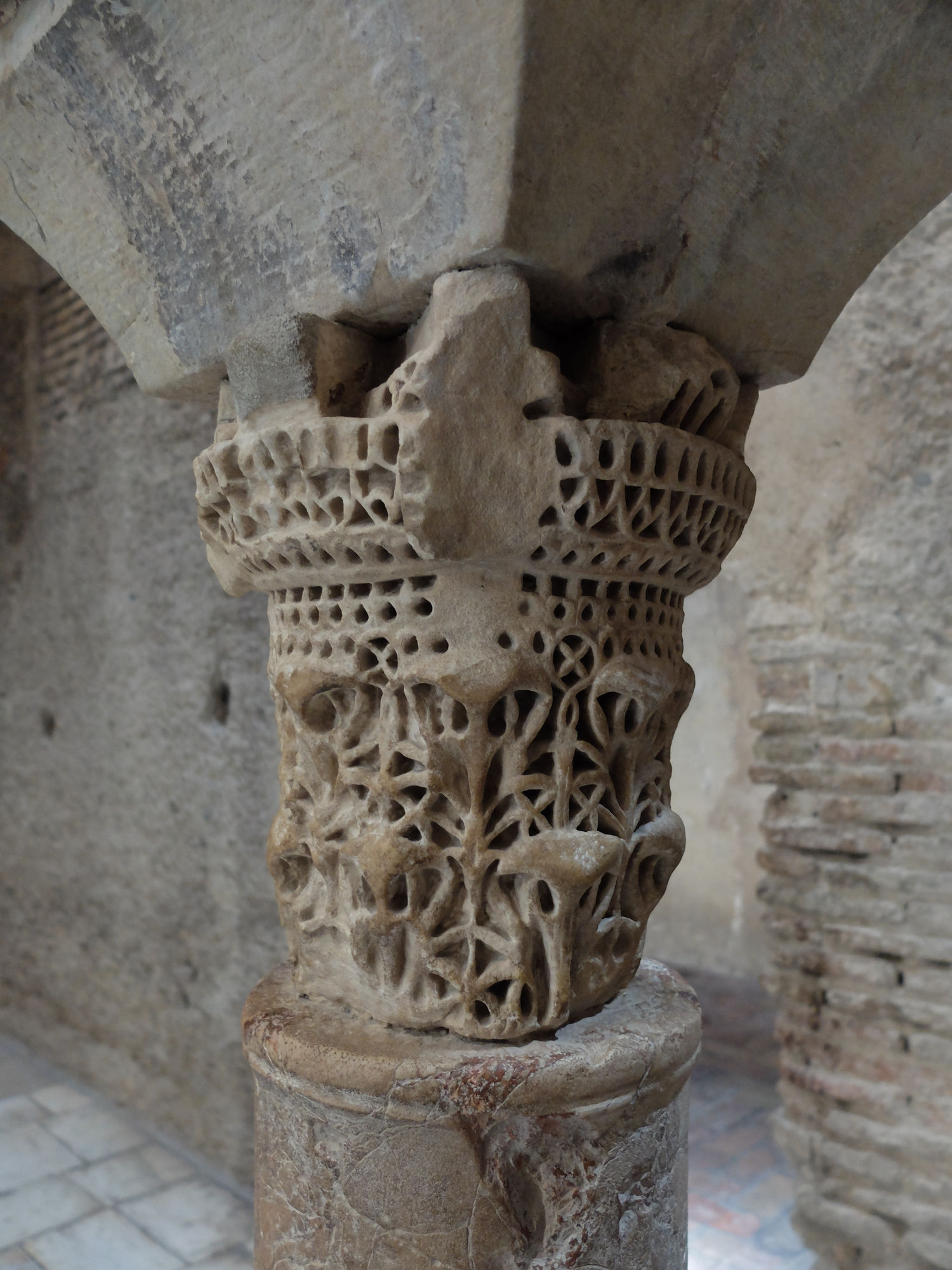
Un capitello, uno dei più antichi riutilizzato in questa parte delle terme